# Josy Barthel
Josy Barthel, właśc. Joseph Henri Barthel (ur. 24 kwietnia 1927 w Mamer, zm. 7 lipca 1992 w Luksemburgu) – luksemburski lekkoatleta średniodystansowiec, mistrz olimpijski, później polityk, minister.

## Życiorys
W 1944 otrzymał powołanie do organizowanej przez niemieckich okupantów obrony przeciwlotniczej. Zdezerterował wkrótce przed wyzwoleniem Luksemburga w tym samym roku. Międzynarodową karierę lekkoatletyczną rozpoczął na mistrzostwach Europy w 1946 w Oslo, gdzie startował w biegu na 800 m (odpadając w przedbiegach). W 1947 zwyciężył na światowych igrzyskach wojskowych w Berlinie na tym dystansie. Rok później wygrał na światowych igrzyskach wojskowych w Brukseli zarówno bieg na 800 m, jak i bieg na 1500 m. Wystąpił na igrzyskach olimpijskich w 1948 w Londynie, gdzie odpadł w półfinale biegu na 800 m, a w biegu na 1500 m zajął 10. miejsce w finale. Wygrywał na światowych igrzyskach studenckich na 1500 m (1949 i 1951) oraz na 800 m (1951). Na mistrzostwach Europy w 1950 w Brukseli zajął 9. miejsce w biegu na 800 m.
Na igrzyskach olimpijskich w 1952 w Helsinkach został złotym medalistą biegu na 1500 m, ustanawiając rekord olimpijski z czasem 3:45,2. Odpadł w półfinale na tym dystansie na igrzyskach olimpijskich w 1956 w Melbourne. Był mistrzem Luksemburga na 800 m i 1500 m od 1946 do 1956.
Kształcił się w trakcie kariery sportowej. Studiował chemię w Strasburgu, a następnie po uzyskaniu stypendium kształcił się na Uniwersytecie Harvarda. Pracował w administracji państwowej, był rządowym komisarzem do spraw ochrony zasobów wodnych. W latach 1962–1972 pełnił funkcję prezesa Fédération Luxembourgeoise d’Athlétisme, luksemburskiej federacji lekkoatletycznej. Od 1973 do 1977 zajmował stanowisko prezesa Luksemburskiego Komitetu Olimpijskiego.
Od 1977 do 1984 z ramienia Partii Demokratycznej wchodził w skład rządów Gastona Thorna i Pierre’a Wernera. W pierwszym z nich pełnił funkcje ministra transportu i energii oraz ministra środowiska i turystyki (1977–1979). W drugim z gabinetów sprawował urzędy ministra środowiska, ministra transportu, komunikacji i informatyki oraz ministra energii (1979–1984).
Jego imieniem nazwano stadion sportowy w Luksemburgu.